# Dat Adam
Dat Adam (Eigenschreibweise DAT ADAM, auch bekannt als DFA oder Hydra-Clique) war eine dreiköpfige deutsche Hip-Hop-/Cloud-Rap-/Crossover-Formation. Sie bestand aus den YouTube-Künstlern Daniel Tjarks (Taddl), Ardian Bora (Ardy) und dem Musikproduzenten Marius Ley (Marley).

## Geschichte

### 2014–2015: Anfänge undChrome
Ardian Bora und Daniel Tjarks lernten 2014 Marius Ley durch ihren YouTube-Kollegen Izzi kennen. Tjarks und Ley veröffentlichten im Sommer 2014 unter dem Namen Taddl & Marley eine EP namens Motus, die in die deutschen Albencharts einsteigen konnte und zwei erfolgreiche Singlehits hervorbrachte.
Nachdem Bora und Tjarks ihre YouTube-Karriere beendet hatten, gründeten sie zusammen mit Marius Ley „Dat Adam“. Die Hydra war ein Symbol der Band, welches in japanischer Katakana-Schreibweise (ハイドラ) dargestellt wurde.
Am 24. April 2015 wurde die EP Chrome als Download veröffentlicht. Dieser Veröffentlichung ging eine Woche davor die Singleauskopplung Forrest voraus. Die Single konnte Platz fünf in den österreichischen Singlecharts erreichen. Die EP Chrome stieg in die Top 5 aller deutschsprachigen Albencharts ein und konnte in Österreich sogar den ersten Platz erreichen. In Österreich konnten weiterhin alle sechs Titel der EP durch Einzeldownloads und Streaming in die Singlecharts einsteigen, in Deutschland gelang dies vier Titeln.
Zudem wurde eine auf 2.000 Stück limitierte CD in ihrem Onlineshop verkauft, welche neben der EP auch die Instrumentals und A-cappellas der einzelnen Lieder enthielt.
Dat Adam trat bei den Videodays 2015 in Berlin sowie beim Webvideopreis 2015 als Headliner live auf. Im Juli 2015 trat die Gruppe beim HipHop Open in Stuttgart erstmals als Vorband von Cro auf. Später begleiteten sie ihn auch auf seiner kompletten Tour als Voract.

### 2016–2017:Hydra 3Dund zwei EPs
Im Juni 2016 traten sie beim Peace x Peace Festival in Berlin auf.
Im Oktober 2016 gab Tjarks auf Twitter bekannt, dass ihr Debütalbum Hydra 3D noch im selben Monat erscheinen wird. Das Album erschien am 28. Oktober 2016 zusammen mit der Singleauskopplung Hydra 3D. Regie beim Video der Single führte Shawn Bu, welcher unter anderem der Regisseur von Darth Maul: Apprentice ist. Das Album wurde über ihr eigenes Independent-Label Hydra Music (welches bei grooveAttack unter Vertrag steht) veröffentlicht, und erreichte die Top 5 der deutschen und österreichischen Albumcharts, sowie Platz 1 der deutschen Hip-Hop-Charts.
Im November 2016 begann ihre erste Tour unter dem Namen Space-Camp. Diese startete in München und endete in Dresden mit der siebten Aufführung. Die Westghosts traten als Vorband von Dat Adam auf.
Am 24. März 2017 veröffentlichten sie ihre zweite EP How to Flex & Troll a Scene. Die war der Startschuss für die zweite Space-Camp-2017-Tour, welche vom 28. März bis zum 20. April 2017 erfolgte. Gäste waren erneut die Westghosts sowie NOK from the Future.

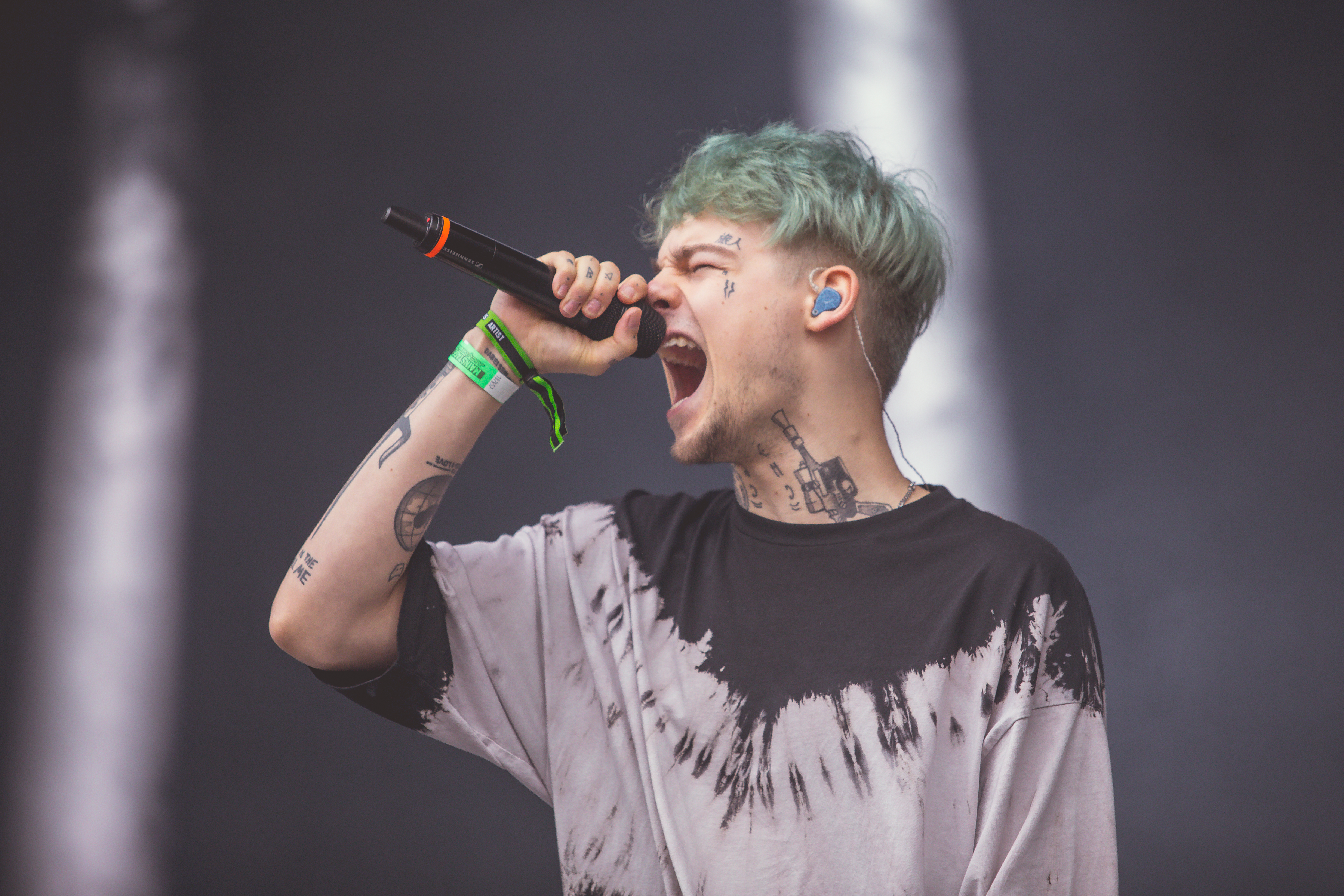
Dat Adam Frontmann Daniel Tjarks am Juicy Beats Festival in Dortmund am 28. Juli 2017

Im Sommer 2017 trat die Band auf mehreren Festivals, unter anderem dem Rock am Ring, dem Rock im Park sowie dem Juicy Beats, auf.
Am 29. September 2017 veröffentlichte Tjarks unter dem Namen TJ_beastboy & Mary Man ein Solo-Album namens CY-BEAST lvl1, welches er zusammen mit Ley produziert hatte. Auf dem 13 Songs langen Album erschienen Dat Adam Kollege Bora, Sierra Kidd und die Westghosts als Feature-Gäste.
Dat Adam waren 2017 in der Kategorie "Best HipHop Act" bei den internationalen Urban Music Awards nominiert, konnten sich bei der am 30. November 2017 in London stattgefundenen Preisverleihung aber schließlich nicht durchsetzen.
Die Gruppe kündigte am 18. Dezember 2017 in Form eines Videos das Erscheinen ihrer dritten EP Cyber Rock an. Diese wurde am 29. Dezember desselben Jahres veröffentlicht und beinhaltete fünf schon zuvor erschienene Titel, die aber in einem anderen selbst kreierten Genre, dem sogenannten Cyber Rock, neu aufgenommen wurden. Zur Veröffentlichung der EP lud die Gruppe das Musikvideo zu DFA (CR-Version) hoch.

### 2018:NewWAVEund Auflösung
Am 23. April 2018 wurde auf den sozialen Netzwerken mit den Worten „new album this summer“ ein neues Album bekannt gegeben. Am 26. Juli 2018 die Fertigstellung verkündet. Die vorläufige Titelliste wurde am 1. August auf Twitter veröffentlicht. Zudem gab Bora bekannt, dass dies sein letztes Dat-Adam-Projekt sein wird, da er sich auf Soloprojekte konzentrieren wolle.
Am 16. September 2018 wurde zusammen mit der Singleauskopplung WACH (OST) der Release-Termin des neuen Albums newWAVE für den 21. September bekannt gegeben. Der Song war zugleich Titelsong des Films „Wach“ von Kim Frank, welcher am 17. September 2018 erstmals im ZDF ausgestrahlt wurde. Gleichzeitig kündigte die Gruppe an, dass das Album das letzte Projekt von Dat Adam allgemein sei und Tjarks und Ley sich ebenfalls auf ihre Solokarriere konzentrieren möchten.
Seither ist Tjarks unter den Künstlernamen TJ_beastboy und TJ_babybrain, Bora als dyzzy und Ley als Marius Ley bzw. Mary aktiv.
Rund zwei Jahre nach Auflösung der Gruppe wurde deren Song Meep Meep des newWAVE-Albums für den offiziellen Soundtrack des am 11. November 2020 erschienenen, mehrfach prämierten österreichischen Spielfilms Was wir wollten von Ulrike Kofler herangezogen.

## Diskografie

### Studioalben
| Jahr | Titel    | Höchstplatzierung, Gesamtwochen, AuszeichnungChartplatzierungen (Jahr, Titel, Platzierungen, Wochen, Auszeichnungen, Anmerkungen) | Höchstplatzierung, Gesamtwochen, AuszeichnungChartplatzierungen (Jahr, Titel, Platzierungen, Wochen, Auszeichnungen, Anmerkungen) | Höchstplatzierung, Gesamtwochen, AuszeichnungChartplatzierungen (Jahr, Titel, Platzierungen, Wochen, Auszeichnungen, Anmerkungen) | Anmerkungen                              |
| Jahr | Titel    | DE | AT | CH | Anmerkungen                              |
| ---- | -------- | --- | --- | --- | ---------------------------------------- |
| 2016 | Hydra 3D | DE5 (5 Wo.)DE | AT5 (3 Wo.)AT | CH11 (2 Wo.)CH | Erstveröffentlichung: 28. Oktober 2016   |
| 2018 | newWAVE  | DE21 (1 Wo.)DE | AT15 (1 Wo.)AT | CH40 (1 Wo.)CH | Erstveröffentlichung: 21. September 2018 |

### EPs
| Jahr | Titel                       | Höchstplatzierung, Gesamtwochen, AuszeichnungChartplatzierungen (Jahr, Titel, Platzierungen, Wochen, Auszeichnungen, Anmerkungen) | Höchstplatzierung, Gesamtwochen, AuszeichnungChartplatzierungen (Jahr, Titel, Platzierungen, Wochen, Auszeichnungen, Anmerkungen) | Höchstplatzierung, Gesamtwochen, AuszeichnungChartplatzierungen (Jahr, Titel, Platzierungen, Wochen, Auszeichnungen, Anmerkungen) | Anmerkungen                             |
| Jahr | Titel                       | DE | AT | CH | Anmerkungen                             |
| ---- | --------------------------- | --- | --- | --- | --------------------------------------- |
| 2015 | Chrome                      | DE5 (4 Wo.)DE | AT1 (8 Wo.)AT | CH4 (9 Wo.)CH | Erstveröffentlichung: 24. April 2015    |
| 2017 | How to Flex & Troll a Scene | DE29 (1 Wo.)DE | AT9 (2 Wo.)AT | CH19 (1 Wo.)CH | Erstveröffentlichung: 24. März 2017     |
| 2017 | Cyber Rock                  | — | AT15 (1 Wo.)AT | CH36 (1 Wo.)CH | Erstveröffentlichung: 29. Dezember 2017 |

### Singles
| Jahr | Titel Album        | Höchstplatzierung, Gesamtwochen, AuszeichnungChartplatzierungen (Jahr, Titel, Album, Platzierungen, Wochen, Auszeichnungen, Anmerkungen) | Höchstplatzierung, Gesamtwochen, AuszeichnungChartplatzierungen (Jahr, Titel, Album, Platzierungen, Wochen, Auszeichnungen, Anmerkungen) | Höchstplatzierung, Gesamtwochen, AuszeichnungChartplatzierungen (Jahr, Titel, Album, Platzierungen, Wochen, Auszeichnungen, Anmerkungen) | Anmerkungen                                              |
| Jahr | Titel Album        | DE | AT | CH | Anmerkungen                                              |
| --- | ------------------ | --- | --- | --- | -------------------------------------------------------- |
| 2015 | Forrest Chrome     | DE22 (2 Wo.)DE | AT5 (3 Wo.)AT | CH31 (2 Wo.)CH | Erstveröffentlichung: 17. April 2015                     |
| 2015 | 700 Main St Chrome | DE38 Gold · (4 Wo.)DE | AT18 (3 Wo.)AT | CH53 (1 Wo.)CH | Erstveröffentlichung: 20. April 2015 Verkäufe: + 200.000 |
| 2015 | UFO Chrome         | DE91 (1 Wo.)DE | AT44 (1 Wo.)AT | — | Charteinstieg: 23. April 2015 feat. Nok from the Future  |
| 2016 | Blau & Pink –      | DE94 (1 Wo.)DE | AT39 (1 Wo.)AT | — | Erstveröffentlichung: 5. Juni 2016                       |
| 2016 | Hydra 3D           | DE87 (1 Wo.)DE | AT58 (1 Wo.)AT | — | Erstveröffentlichung: 27. Oktober 2017                   |
| Folgende Lieder erschienen nicht als Single, wurden aber durch das Album zum Download und Streaming bereitgestellt und konnten somit eine Platzierung erlangen: |                    | | | |                                                          |
| |                    | | | |                                                          |
| 2015 | DFA Chrome         | DE92 (1 Wo.)DE | AT47 (1 Wo.)AT | — | Charteinstieg: 5. Mai 2015                               |
| 2015 | Session Chrome     | — | AT70 (1 Wo.)AT | — | Charteinstieg: 5. Mai 2015                               |
| 2015 | Missets Chrome     | — | AT74 (1 Wo.)AT | — | Charteinstieg: 5. Mai 2015                               |

Weitere Singles
- 2015: HennessyxMTNDew
- 2017: Adlibs (mit Young Mokuba)

### Musikvideos
| Jahr | Titel                         | Regisseur(e)          | Länge |
| ---- | ----------------------------- | --------------------- | ----- |
| 2015 | Forrest                       | Shawn Bu, Vi-Dan Tran | 1:12  |
| 2015 | 700 Main St                   | Shawn Bu, Vi-Dan Tran | 1:21  |
| 2015 | UFO (mit Nok from the Future) | Shawn Bu, Vi-Dan Tran | 1:49  |
| 2016 | Hydra 3D                      | Shawn Bu              | 4:53  |
| 2016 | Lennon 2                      | Luna Darko, Dat Adam  | 4:18  |
| 2017 | FLY                           | Octavian Petreanu     | 1:53  |
| 2017 | Sanageyama                    | Fabian Epe            | 3:22  |
| 2017 | xD                            | Luna Darko, Dat Adam  | 4:00  |
| 2017 | DFA (CR-Version)              | Daniel Tjarks         | 5:13  |
| 2018 | WACH (OST)                    | Daniel Tjarks         | 3:57  |
| 2018 | ThruYa                        | Daniel Tjarks         | 1:38  |

## Auszeichnungen für Musikverkäufe
Anmerkung: Auszeichnungen in Ländern aus den Charttabellen bzw. Chartboxen sind in ebendiesen zu finden.
| Land/RegionAuszeichnungen für Musikverkäufe (Land/Region, Auszeichnungen, Verkäufe, Quellen) | Gold  | Platin | Verkäufe | Quellen           |
| -------------------------------------------------------------------------------------------- | ----- | ------ | -------- | ----------------- |
| Deutschland (BVMI)                                                                           | Gold1 | —      | 200.000  | musikindustrie.de |
| Insgesamt                                                                                    | Gold1 | —      |          |                   |

## Auszeichnungen und Nominierungen

### Erhaltene Auszeichnungen
- 2017: JAM FM Awards — Gold Award in der Kategorie "Freestyle"[58][59]

### Nominierungen
- 2016: Hiphop.de Awards — Kategorie: „Beste Gruppe national“[60]
- 2017: Urban Music Awards — Kategorie: "Best HipHop Act"[28][29]